# Église Notre-Dame-du-Rosaire de Saint-Pierre-Port
L'église Notre-Dame-du-Rosaire de Saint-Pierre-Port, ou Our Lady of the Rosary Church, est une église affiliée à l'Église catholique et située dans la ville de Saint Peter Port à Guernesey, une dépendance de la couronne britannique, une partie des îles anglo-normandes.
L'église suit le rite latin ou romain et dépend du diocèse catholique romain de Portsmouth (Dioecesis Portus Magni) basé à Portsmouth au sud de l'Angleterre, au Royaume-Uni.

## Histoire
L'église était à l'origine dédiée à Sainte-Marie et ouvre ses portes en septembre 1829. Elle est fermée temporairement en 1851 après l'ouverture de l'église Saint-Joseph.
Elle est rouverte en 1860 et confiée à des religieux français. Elle est alors dédiée à Notre-Dame du Rosaire. L'église est restaurée entre 1961 et 1962.